# Ceratosphys nivium
Ceratosphys nivium är en mångfotingart som beskrevs av Ribaut 1927. Ceratosphys nivium ingår i släktet Ceratosphys och familjen Opisthocheiridae. Utöver nominatformen finns också underarten C. n. occidentalis.